# Skorupniczka żółtawa

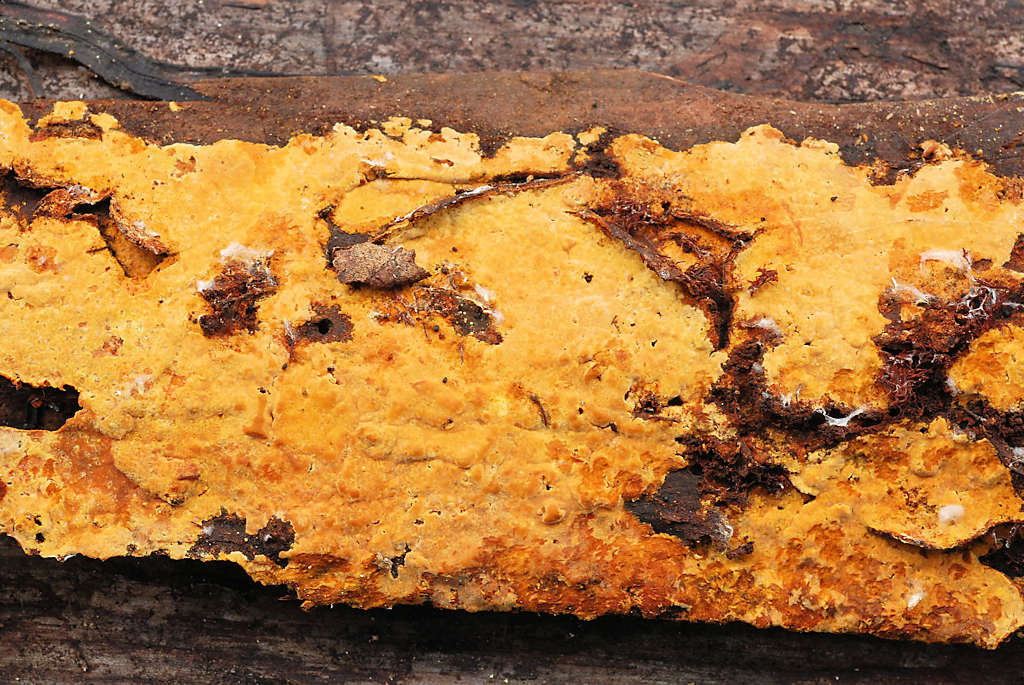

Skorupniczka żółtawa (Crustoderma dryinum (Berk. & M.A. Curtis) Parmasto) – gatunek grzybów należący do rodziny siedzuniowatych (Sparassidaceae).

## Systematyka i nazewnictwo
Pozycja w klasyfikacji według Index Fungorum: Crustoderma, Sparassidaceae, Polyporales, Incertae sedis, Agaricomycetes, Agaricomycotina, Basidiomycota, Fungi.
Po raz pierwszy takson ten opisali w 1873 r. Miles Joseph Berkeley i Moses Ashley Curtis nadając mu nazwę Corticium dryinum. Potem zaliczany był do różnych innych rodzajów. Obecną, uznaną przez Index Fungorum nazwę nadał mu w 1968 r. Erast Parmasto przenosząc go do utworzonego przez siebie rodzaju Crustoderma.
Ma 13 synonimów. Niektóre z nich:
- Coniophorella crocea (P. Karst.) Rick 1959
- Peniophora dryina (Berk. & M.A. Curtis) D.P. Rogers & H.S. Jacks. 1943[2]

Polską nazwę zaproponował Władysław Wojewoda w 2003 r.

## Morfologia
Owocnik
Rozpostarty i ściśle przytwierdzony do podłoża, średniej grubości (0,1–0,2 mm), w stanie żywym błoniasty, po wyschnięciu skorupiasty. Powierzchnia bladoochrowa, żółtawo cynamonowa do szafranowej. Brzeg ostry i niezróżnicowany, lub wąsko i drobno włókienkowaty (przy powiększeniu 50 ×). Hymenium gładkie, aksamitne (przy powiększeniu 50 ×) z powodu wystających cystyd.
Cechy mikroskopowe
System strzępkowy monomityczny. Strzępki o szerokości 2–4 µm, żółtawe, strzępki w dolnej części nieco grubościenne, pod skórką przeważnie cienkościenne, bogato rozgałęzione e sprzążkami. Na podłożu znajduje się cienka warstwa wolnych strzępek, podczas gdy większość owocnika składa się z gęsto zbitych i zlepionych, głównie pionowych strzępek tworzących subhymenium. Rozwarstwienie jest zwykle widoczne, ale zależy od wieku i warunków wzrostu owocnika. Sprzążki są trudne do zaobserwowania w gęsto zbitych strzępkach. Cystydy liczne, 80–120 × 5–7 µm, wystające nad hymenium na 40–60 µm, cylindryczne lub wierzchołkowo zwężające się, rzadko nieco maczugowate, o ścianach u podstawy grubych. Mają sprzążki bazalne i zwykle również 1–3 przegrody. Podstawki 24–30 × 5–6 µm, zwykle z 4 cienkimi sterygmami, wąsko maczugowate do prawie cylindrycznych, z wiekiem nieco grubościenne i dlatego nie kurczą się po wyrzuceniu zarodników. Zarodniki od szklistych do żółtawych, 7–8 (–9) × 2,5–3,5 µm, wąsko elipsoidalne do prawie cylindrycznych, rzadko wąsko jajowate lub doosiowo lekko wklęsłe, o cienkich lub lekko pogrubionych ściankach, nieamyloidalne.

## Występowanie i siedlisko
Znane jest występowanie skorupniczki żółtawej w Ameryce Północnej, Europie, Azji i na Nowej Gwinei. W Polsce do 2003 r. podano trzy stanowiska. Aktualne stanowiska podaje także internetowy atlas grzybów. Gatunek ten znajduje się na Czerwonej liście roślin i grzybów Polski. Ma status E – gatunek narażony na wymarcie, którego przeżycie jest mało prawdopodobne, jeśli nadal będą działać czynniki zagrożenia.
Nadrzewny grzyb saprotroficzny. Występuje na martwym drewnie drzew iglastych, zwłaszcza w zespołach roślinnych Hylocomium-Vaccinium-Myrtillus z borówką czarną na sośnie pospolitej i świerku.